# سنودن أشفورد
سنودن أشفورد (بالإنجليزية: Snowden Ashford)‏ هو مهندس معماري أمريكي، ولد في 1866 في واشنطن العاصمة في الولايات المتحدة، وتوفي بنفس المكان في 1927.